# Ioan Ungur
Ioan Ungur (* 5. Januar 1935 in Șomcuta Mare, Kreis Maramureș; † 2003) war ein rumänischer Politiker der Rumänischen Kommunistischen Partei PMR (Partidul Muncitoresc Român) und ab 1965 PCR (Partidul Comunist Român).

## Leben
Ioan Ungur begann nach dem Besuch des Theoretischen Gymnasiums in Cluj-Napoca 1952 ein Maschinenbaustudium an der Fakultät für Mechanik des dortigen Polytechnischen Instituts, das er 1957 als Maschinenbauingenieur abschloss. Während seines Studiums gehörte er zwischen 1952 und 1957 dem Fakultätskomitee der Uniunea Tineretului Muncitor UTM an, des Jugendverbandes der PMR. 1957 begann seine berufliche Laufbahn als stellvertretender Meister der Ausbildungsabteilung der Maschinenbaufabrik in Sibiu, in der er in den folgenden Jahren Technologischer Ingenieur, Projektingenieur sowie zuletzt Chef der Planungsabteilung wurde. Im Januar 1960 wurde er Mitglied der Rumänischen Kommunistischen Partei PMR (Partidul Muncitoresc Român).
Ungur absolvierte zudem Studiengänge an der Parteihochschule der PMR sowie der Universität für Marxismus-Leninismus und erwarb einen Doktortitel an der Sozial-Politischen Akademie „Stefan Gheorghiu“ in Bukarest. Im November 1963 wurde er Direktor der Städtischen Betriebe von Sibiu und im Januar 1966 Mitglied der Wirtschaftskommission sowie Instrukteur der Sektion Wirtschaft des PCR-Komitees im Kreis Brașov. Er war von Februar 1968 bis zum 5. März 1969 Sekretär für Wirtschaft des PCR-Komitees im Kreis Sibiu und im Anschluss zwischen März 1969 und Juni 1979 Erster Vizepräsident des Exekutivkomitees des Volksrates des Kreises Sibiu. Auf dem Zehnter Parteitag der PCR (6. bis 12. August 1969) wurde er Kandidat des Zentralkomitees (ZK) der PCR. Auf dem Elften Parteitag der PCR (24. bis 27. November 1974) wurde er Mitglied des ZK der PCR, dem er bis zum 23. November 1979 angehörte. Im August 1979 kehrte er in den Kreis Brașov zurück und war dort bis zum 1. Juni 1984 Sekretär für Wirtschaft des PCR-Kreiskomitees. Zugleich wurde er am 24. September 1979 Vizepräsident des Exekutivkomitees des Volksrates des Kreises Brașov. Des Weiteren war er Vorsitzender des Kreisrates zur Kontrolle der Arbeit der wirtschaftlichen und sozialen Tätigkeiten. Am 22. Dezember 1983 wurde er zudem Mitglied des Zentralrates zur Kontrolle der Arbeit der wirtschaftlichen und sozialen Tätigkeiten. 
Am 6. Juni 1984 wurde Ioan Ungur Erster Sekretär des PCR-Komitees im Kreis Mureș und zugleich Präsident des Exekutivkomitees des Volksrates des Kreises Mureș. Auf dem Dreizehnten Parteitag der PCR (19. bis 22. November 1984) wurde er abermals Mitglied des ZK und gehörte diesem Gremium nunmehr bis zum Zusammenbruch des Kommunismus im Zuge der rumänischen Revolution am 22. Dezember 1989 an. Zugleich wurde er 1985 Mitglied der Großen Nationalversammlung (Marea Adunare Națională) und gehörte dieser als Vertreter des Wahlkreises Nr. 9 Gurghiu bis 1989 an. Während seiner Parlamentszugehörigkeit war er Mitglied der Kommission für Gesundheit, Arbeit, soziale Sicherheit und Umweltschutz. Im Juni 1988 erfolgte seine Ernennung zum Mitglied der Kommission für wirtschaftliche Zusammenarbeit und internationale Beziehungen von Partei und Staat beim ZK der PCR sowie des Weiteren Vizepräsident des Rates für die Koordinierung des Außenhandels und der internationalen wirtschaftlichen Zusammenarbeit. Zuletzt bekleidete er im Kabinett Dăscălescu II zwischen dem 25. Juni 1988 und dem 22. Dezember 1989 das Amt als Minister für Außenhandel und internationale wirtschaftliche Zusammenarbeit (Ministrul Comerțului Exterior și Cooperării Economice Internaționale). 